# Краљак
Краљак је ненасељено острвце у хрватском делу Јадранског мора.
Острвце лежи у шибенском архипелагу. Налази се троугле између острва Каприје, Змајан и Мишјак Вели. Површина му износи 0,058 км². Дужина обалске линије је 0,95 км.. 